# 2025년 홍콩
홍콩의 2025년에 일어난 사건들이다.

## 행정관
| 행정부 | 행정부     | 행정부      | 행정부                 |
| 사진   | 이름       | 직위        | 임기                   |
| ------ | ---------- | ----------- | ---------------------- |
|        | 존 리      | 행정장관    | 2022년 7월 1일 – 현재  |
|        | 에릭 찬    | 행정수반    | 2022년 7월 1일 – 현재  |
|        | 폴 모포 찬 | 재정사 사장 | 2017년 1월 16일 – 현재 |
|        | 폴 팅콕 람 | 법무부 장관 | 2022년 7월 1일 – 현재  |

| 입법부 | 입법부    | 입법부      | 입법부                  |
| 사진   | 이름      | 직위        | 임기                    |
| ------ | --------- | ----------- | ----------------------- |
|        | 앤드류 렁 | 입법회 의장 | 2016년 10월 12일 – 현재 |

| 사법부 | 사법부    | 사법부              | 사법부                 |
| 사진   | 이름      | 직위                | 임기                   |
| ------ | --------- | ------------------- | ---------------------- |
|        | 앤드류 청 | 종심법원 수석재판관 | 2021년 1월 11일 – 현재 |

## 사건

### 1월
- 1월 1일 – 올림피안 시티 단지 인근 웨스트 가우룽 고속도로에서 차량 5대가 연루된 충돌 사고로 3명이 사망하고 4명이 부상당했다.[1]

### 2월
- 2월 4일 – 미국 우정청은 중국과 홍콩으로부터의 소포 접수를 무기한 중단한다.[2]
- 2월 27일 – 전 입법회 의원 람 척팅은 2019년 위안룽 공격 중 폭력을 선동한 혐의로 징역 3년을 선고받았다.[3]

### 3월
- 3월 11일 – 사회복지사 재키 첸은 2019년~2020년 홍콩 시위 중 폭동 혐의로 유죄 판결을 받았다.[4]
- 3월 31일 – 미국은 추방된 친민주화 운동가들을 박해한 역할로 법무부 장관 폴 람, 보안처 처장 동 징웨이, 경찰청장 레이몬드 시우와 두 명의 부청장, 국가안보수호위원회 사무총장 소니 아우에게 제재를 가했다.[5]

### 4월
- 4월 10일 – 대중국 의회간 연합체 소속 영국 국회의원 웨라 호브하우스는 미공개 사유로 홍콩 입국이 거부되었다.[6]

### 5월
- 5월 30일 – 국제중재기구 (IOMed) 설립 협약 체결.[7]

### 6월
- 6월 12일 – 홍콩 국가보안법에 따라 홍콩과 중국 본토 당국 간에 처음으로 공개적으로 알려진 합동 작전으로 6명의 주택이 급습되었다.[8]
- 6월 29일 – 친민주주의 정당인 사회민주련선이 해산을 발표했다.[9]

### 7월
- 7월 20일 – 열대폭풍 위파가 홍콩을 강타하여 항공편 결항, 나무 쓰러짐, 250명 이상의 이재민 발생 등의 피해를 입혔다.[10]

### 9월
- 9월 9일~14일 – 홍콩 오픈 배드민턴 대회가 개최될 예정이다.[11]

## 공휴일
출처:
- 1월 1일, 수요일 – 새해 첫날
- 1월 29일, 수요일 – 음력 설날
- 1월 30일, 목요일 – 음력 설 다음 날
- 1월 31일, 금요일 – 음력 설 셋째 날
- 4월 4일, 금요일 – 청명절
- 4월 18일, 금요일 – 성금요일
- 4월 19일, 토요일 – 성금요일 다음 날
- 4월 21일, 월요일 – 부활절 월요일
- 5월 1일, 목요일 – 노동절
- 5월 5일, 월요일 – 부처님 오신 날
- 5월 31일, 토요일 – 단오절
- 7월 1일, 화요일 – 홍콩 특별행정구 설립일
- 10월 1일, 수요일 – 국경절
- 10월 7일, 화요일 – 중국 중추절 다음 날
- 10월 29일, 수요일 – 중양절
- 12월 25일, 목요일 – 크리스마스
- 12월 26일, 금요일 – 크리스마스 다음 첫 평일

## 예술 및 엔터테인먼트
- 2025년 홍콩 영화 목록
- 아카데미 국제영화상 홍콩 출품작 목록

## 사망
- 1월 10일: 시우카춘, 55세, 민주화 운동가, MLC (2016–2020).[14]
- 2월 21일: 방대동, 41세, 싱어송라이터.[15]
- 3월 17일: 리자오지, 97세, 기업 거물, 헨더슨 랜드 개발 설립자.[16]
- 5월 31일: 베로니카 찬, 102세, 사업가, 아시아 여성 축구 연맹 설립자.[17]
- 6월 12일: 찰스 호, 75세, 사업가, 싱 타오 뉴스 코퍼레이션 회장 (2001–2021).[18]
- 6월 27일: 추아 람, 83세, 싱가포르 태생의 음식 비평가.[19]
- 7월 3일: 수엣 네이, 79세, 배우.[20]
- 7월 4일: 차우 충, 92세, 배우.[20]
- 7월 16일: 테일러 웡, 75세, 영화 감독 (더 트루스, 위드 오어 위드아웃 유, 삼검객).[21]